# 小行星17859
小行星17859（17859 Galinaryabova）是一颗绕太阳运转的小行星，为主小行星带小行星。该小行星于1998年5月22日发现。

## 轨道参数
小行星17859的轨道半长轴为3.0666339 UA，离心率为0.056。